# ヤンク・ローソン
ヤンク・ローソン（Yank Lawson、1911年5月3日 - 1995年2月18日）は、ディキシーランドとスウィング音楽で知られるアメリカのジャズ・トランペッター。
1911年にジョン・ローソンとして生を受け、1933年から1935年までベン・ポラックのオーケストラで働き、その後、ボブ・クロスビー・オーケストラの創設メンバーとなった。後にベニー・グッドマンやトミー・ドーシーと仕事をしたが、1941年から1942年にかけては再びクロスビーと仕事をしている。1940年代後半、彼は独自のディキシーランド・セッションをリードするスタジオ・ミュージシャンになっていった。
1950年代に、ボブ・ハガートとローソン・ハガート・バンドをつくり、1968年にはさらに協力してワールズ・グレイテスト・ジャズバンドというディキシーランド・グループを結成し、それから10年間にわたって演奏した。

## ディスコグラフィ

### アルバム
- Louis' Hot 5s and 7s (1956年)
- The Best of Broadway Dixieland Style (1959年、Signature)
- Big Yank Is Here (1965年、ABC Music)
- 『オレ・ディキシー』 - Olé Dixie (1965年、ABC Music)
- Century Plaza (1972年、World Jazz)
- That's A Plenty (1975年、Bob Thiele Music)
- Easy To Remember (1980年、Flyright)
- Plays Mostly Blues (1986年、Audiophile)
- Something Old, Something New, Something Borrowed, Something Blue (1988年、Audiophile)

### ワールズ・グレイテスト・ジャズバンド
- The World's Greatest Jazzband of Yank Lawson and Bob Haggart (1969年)
- Extra! (1969年)
- 『ライヴ・アット・ザ・ルーズベルト・グリル』 - Live At the Roosevelt Grill (1970年)
- 『ホワッツ・ニュー?』 - What's New? (1971年)
- Hark The Herald Angels Swing (1972年)
- In Concert: Vol. 1 - Massey Hall (1973年)
- Good News (1973年)
- Plays Cole Porter (1975年)
- Plays Duke Ellington (1976年)
- On Tour (1976年)
- In Concert (Recorded Live at the Lawrenceville School) (1976年)
- The World's Greatest Jazz Band Of Yank Lawson & Bob Haggart Plays Rodgers & Hart (1976年)
- On Tour II (1977年)
- Plays George Gershwin (1977年)
- World's Greatest Jazzband of Bob Haggart & Yank Lawson (1987年)
- In Concert: Vol. 2 At Carnegie Hall (2000年)
- Century Plaza (2005年)